# Toàn quyền Úc
Toàn quyền Úc là đại diện liên bang của quân chủ Úc, hiện là Charles III. Toàn quyền thực hiện nhiệm vụ, quyền hạn theo đề nghị của thủ tướng, Hội đồng hành chính liên bang và thay mặt Úc về đối nội, đối ngoại.
Những nhiệm vụ và quyền hạn của toàn quyền bao gồm ngự phê luật của Quốc hội, ban hành lệnh bầu cử, thực hiện quyền hành pháp theo đề nghị của Hội đồng hành chính liên bang, bổ nhiệm các chức danh, thống lĩnh Lực lượng Quốc phòng Úc và tặng thưởng huân chương, huy chương, các giải thưởng, danh hiệu vinh dự. Trong hầu hết các trường hợp, toàn quyền thực hiện quyền hạn theo các nguyên tắc của hệ thống Westminster và chế độ chính phủ trách nhiệm. Toàn quyền không can thiệp vào chính trị và chỉ hành động theo quyết định của Quốc hội hoặc đề nghị của chính phủ. Tuy nhiên, trong một số trường hợp nhất định, toàn quyền có thể thực hiện các quyền hạn dự phòng, đáng chú ý nhất là trong cuộc khủng hoảng hiến pháp năm 1975. Việc sử dụng và sự tồn tại của những quyền hạn dự phòng của toàn quyền là chủ đề gây tranh cãi.
Toàn quyền thay mặt Úc về đối nội và đối ngoại. Về đối nội, toàn quyền tham dự các buổi lễ, lễ kỷ niệm, bảo trợ cho các tổ chức cộng đồng và tổ chức các sự kiện tại Phủ Toàn quyền và Phủ Đô đốc. Về đối ngoại, toàn quyền tham dự đến các sự kiện quốc tế và thực hiện, đón tiếp các chuyến thăm cấp nhà nước. Năm 2018, toàn quyền có một đội ngũ nhân viên gồm 80 người do thư ký chính thức đứng đầu.
Toàn quyền do quân chủ Úc bổ nhiệm theo đề nghị của thủ tướng. Nhiệm kỳ của toàn quyền không cố định, nhưng thường là năm năm. Từ khi Liên bang hóa Úc vào năm 1901 đến năm 1965, 11 trong số 15 toàn quyền là người Anh; kể từ đó, các toàn quyền đều là công dân Úc. Toàn quyền đương nhiệm là Sam Mostyn, nữ toàn quyền thứ hai sau Quentin Bryce.

## Bổ nhiệm

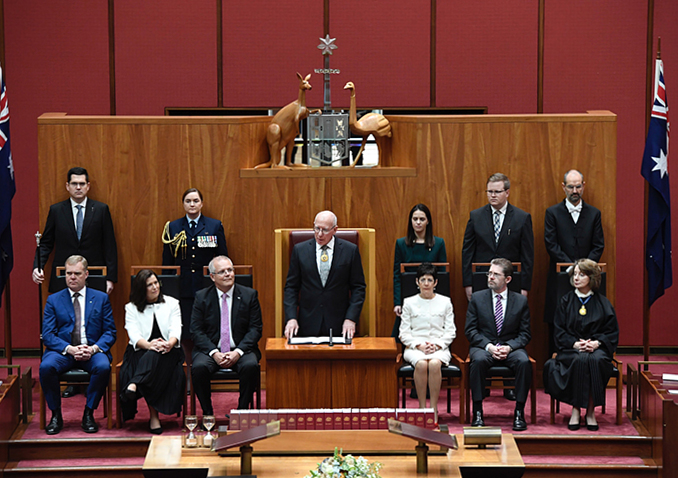
David Hurley (giữa) tuyên thệ nhậm chức vào năm 2019

Toàn quyền do quân chủ Úc bổ nhiệm. Theo thông lệ, quân chủ bổ nhiệm toàn quyền theo đề nghị của thủ tướng. Trước thập niên 1940, Nội các quyết định đề cử toàn quyền. Toàn quyền mới thường được công bố một vài tháng trước khi toàn quyền đương nhiệm hết nhiệm kỳ. Sau khi nhận được thư ủy nhiệm, toàn quyền mới tuyên thệ trung thành với quân chủ và tuyên thệ nhậm chức. Chánh án Úc hoặc một thẩm phán khác của Tòa án tối cao thực hiện lễ tuyên thệ của toàn quyền. Theo truyền thống, lễ tuyên thệ được tổ chức tại hội trường Thượng viện.

### Nhiệm kỳ
Hiến pháp Úc không quy định nhiệm kỳ của toàn quyền. Trong những thập kỷ gần đây, nhiệm kỳ thông thường của toàn quyền là năm năm. Một số toàn quyền đầu tiên chỉ giữ chức vụ một năm (Hallam Tennyson) hoặc hai năm (Henry Forster, sau đó được gia hạn). Nhiệm kỳ của toàn quyền có thể được gia hạn thêm một thời gian ngắn, thường là để tránh xung đột với cuộc bầu cử hoặc trong thời gian khó khăn về chính trị.
Đã có ba toàn quyền từ chức. John Hopetoun, toàn quyền đầu tiên, yêu cầu được triệu hồi về Anh vào năm 1903 do tranh chấp về ngân sách của toàn quyền. John Kerr từ chức vào năm 1977 với lý do chính thức là để nhận nhiệm vụ đại diện Úc tại Tổ chức Giáo dục, Khoa học và Văn hóa Liên Hợp Quốc, nhưng ông đã không đảm nhận chức vụ này; việc ông từ chức cũng xuất phát từ cuộc khủng hoảng hiến pháp năm 1975. Năm 2003, Peter Hollingworth từ chức dưới sức ép dư luận của những cáo buộc ông thiếu trách nhiệm trong việc xử lý lạm dụng tình dục trẻ em trong Giáo hội Anh. William Dunrossil là toàn quyền duy nhất qua đời khi đang giữ chức vụ vào năm 1961.
Trong trường hợp khuyết toàn quyền thì quân chủ có thể bổ nhiệm một hành chính viên để thực hiện nhiệm vụ, quyền hạn của toàn quyền. Theo thông lệ, thống đốc giữ chức vụ lâu nhất được bổ nhiệm làm hành chính viên. Năm 1975, Thủ tướng Gough Whitlam đề nghị Nữ vương Elizabeth II thu hồi thư ủy nhiệm hành chính viên của Thống đốc Queensland Colin Hannah vì đã có những phát ngôn chính trị chống lại chính phủ Whitlam, trái với quy ước rằng phó vương không được can thiệp vào chính trị.

### Miễn nhiệm
Toàn quyền có thể bị quân chủ miễn nhiệm. Theo thông lệ, thủ tướng đề nghị quân chủ miễn nhiệm toàn quyền và chịu trách nhiệm đề cử toàn quyền mới. Cuộc khủng hoảng hiến pháp năm 1975 làm dấy lên khả năng thủ tướng và toàn quyền tìm cách miễn nhiệm nhau. Trong cuộc khủng hoảng, Thủ tướng Harold Holt cân nhắc đề nghị miễn nhiệm Toàn quyền Richard Casey và chuẩn bị các tài liệu cần thiết. Casey hai lần gọi McMahon đến Phủ Toàn quyền để "trách mắng" ông về mối quan hệ xấu giữa ông với Phó thủ tướng John McEwen. Holt cho rằng Casey đã lạm dụng quyền hạn, nhưng quyết định không đề nghị miễn nhiệm Casey.

## Vai trò hiến pháp

### Quốc hội
Quốc hội Úc gồm quân chủ, Thượng viện và Hạ viện. Tuy nhiên, quân chủ chỉ có quyền hạn trên danh nghĩa, tương tự quân chủ Anh trong Quốc hội Anh, trong khi toàn quyền là người thay mặt quân chủ thực hiện những quyền hạn, bao gồm quyền triệu tập, bế mạc kỳ họp Quốc hội, giải tán Quốc hội, ban hành lệnh bầu cử Hạ viện, triệu tập phiên họp liên tịch và thay mặt quân chủ ngự phê luật của Quốc hội.
Toàn quyền cũng có vai trò nghi lễ trong lễ tuyên thệ nhậm chức của các nghị sĩ Quốc hội. Tất cả các nghị sĩ đều phải tuyên thệ trung thành với quân chủ trước sự chứng kiến của toàn quyền hoặc đại diện của toàn quyền trước khi nhậm chức. Tại lễ khai mạc kỳ họp Quốc hội, toàn quyền có bài phát biểu tại Thượng viện (tương tự Phát biểu từ Ngai vàng ở Anh) trình bày chương trình nghị sự của chính phủ, do chính phủ soạn thảo.
Một trong những quyền hạn quan trọng nhất của toàn quyền là quyền ngự phê luật của Quốc hội nhân danh quân chủ. Luật của Quốc hội được ngự phê có hiệu lực sau 28 ngày kể từ ngày ngự phê, vào ngày được ấn định sau đó hoặc theo quy định khác trong đạo luật. Chính phủ không chính thức đề nghị toàn quyền ngự phê, nhưng trên thực tế toàn quyền chưa bao giờ từ chối ngự phê luật của Quốc hội.
Toàn quyền cũng có quyền bảo lưu dự luật cho quân chủ quyết định ngự phê theo đề nghị của chính phủ Anh. Chính phủ Anh cũng từng có quyền đề nghị quân chủ hủy bỏ luật của Quốc hội chậm nhất là hai năm kể từ ngày được thông qua thông qua tuyên bố, thông điệp của toàn quyền gửi đến Quốc hội. Tuy nhiên, kể từ khi Úc nắm chủ quyền và độc lập, chính phủ Anh không còn những quyền hạn này nữa và toàn quyền chỉ thực hiện quyền bảo lưu đối với những dự luật ảnh hưởng trực tiếp đến quân chủ, chẳng hạn như Luật Danh hiệu và Tước hiệu hoàng gia (năm 1953 và 1973) và những dự luật quan trọng khác như Luật Quốc kỳ năm 1953 và Luật Úc năm 1986.
Cuối cùng, toàn quyền có quyền đề nghị Quốc hội xem xét lại dự luật và đề xuất sửa đổi nếu chính phủ nhận ra rằng cần sửa đổi thêm dự luật và đề nghị toàn quyền trả lại dự luật cho Quốc hội.

### Chính phủ

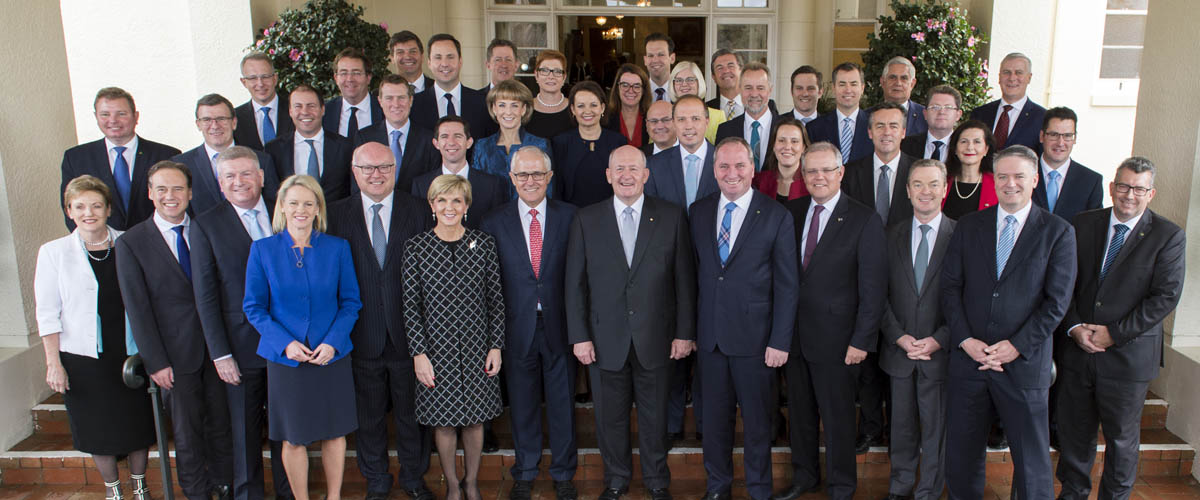
Toàn quyền Peter Cosgrove (giữa) và các thành viên của Nội các Turnbull lần 2, năm 2016

Quyền hành pháp được trao cho quân chủ và được toàn quyền thực hiện thay mặt quân chủ. Tuy nhiên, quyền hành pháp chỉ được thực hiện theo đề nghị của chính phủ theo chế độ chính phủ trách nhiệm. Hội đồng hành chính liên bang, một cơ quan gồm các bộ trưởng đương nhiệm (và các cựu bộ trưởng về mặt kỹ thuật), chính thức tư vấn cho toàn quyền về việc thực hiện nhiệm vụ, quyền hạn. Đề nghị của Hội đồng hành chính liên bang thường phản ánh quyết định của Nội các, cơ quan hành pháp cao nhất trên thực tế. Hiến pháp Úc phân biệt quyền hạn của "Toàn quyền" và "Toàn quyền trong Hội đồng hành chính liên bang", nhưng sự phân biệt này chỉ thể hiện rằng những quyền hạn của "Toàn quyền" từng là những đặc quyền của quân chủ trong lịch sử và không có nghĩa là toàn quyền có quyền tùy ý thực hiện.
Nhiều quyền hạn của toàn quyền do pháp luật quy định, cho phép chính phủ (thông qua toàn quyền) thực hiện một số hành động mà thông thường phải có quy định của pháp luật. Ví dụ: vào tháng 3 năm 2020, toàn quyền tuyên bố tình trạng khẩn cấp về an toàn sinh học theo Luật An ninh sinh học năm 2015 theo đề nghị của bộ trưởng y tế nhằm ứng phó với đại dịch COVID-19.

### Quyền hạn dự phòng

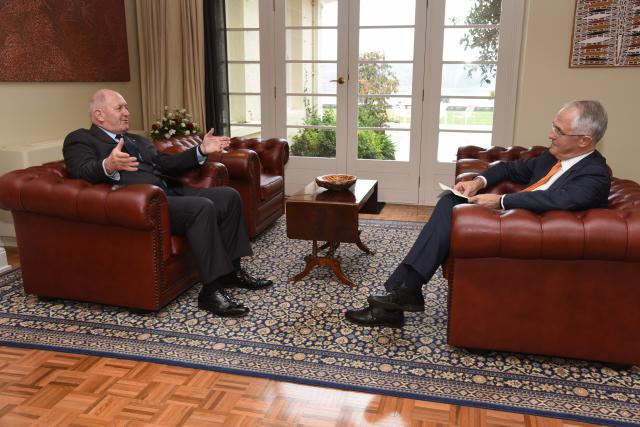
Thủ tướng Malcolm Turnbull (phải) họp với Toàn quyền Peter Cosgrove (trái) vào ngày 8 tháng 5 năm 2016 để yêu cầu giải tán lưỡng viện Quốc hội

Quyền hạn dự phòng là những quyền hạn mà toàn quyền có thể thực hiện một cách độc lập, không có hoặc trái với đề nghị của thủ tướng. Hiến pháp liệt kê hầu hết các quyền hạn này nhưng không quy định trường hợp cho phép tùy ý thực hiện mà là thông lệ.
Toàn quyền được công nhận có những quyền hạn dự phòng sau đây:
- tùy ý bổ nhiệm thủ tướng trong trường hợp không có đảng hoặc liên minh nào chiếm đa số sau cuộc bầu cử Quốc hội
- miễn nhiệm thủ tướng đã mất đi sự tín nhiệm của Hạ viện
- từ chối giải tán Hạ viện

Những quyền hạn dự phòng sau đây chưa được công nhận trường hợp sử dụng:
- từ chối giải tán lưỡng viện Quốc hội
- từ chối bế mạc kỳ họp Quốc hội[42][c]
- tùy ý bổ nhiệm thủ tướng mới sau khi miễn nhiệm thủ tướng đã mất sự tín nhiệm của Hạ viện
- miễn nhiệm thủ tướng không có khả năng thông qua ngân sách nhà nước và từ chối từ chức hoặc đề nghị giải tán Hạ viện
- miễn nhiệm thủ tướng vi phạm pháp luật
- từ chối ngự phê luật của Quốc hội

Trường hợp thực hiện quyền hạn dự phòng nổi bật nhất diễn ra trong cuộc khủng hoảng hiến pháp Úc năm 1975, khi Toàn quyền John Kerr miễn nhiệm Thủ tướng Gough Whitlam và bổ nhiệm Malcolm Fraser làm thủ tướng lâm thời sau khi chính phủ không thông qua được ngân sách nhà nước. Kerr lập luận rằng ông có quyền và nghĩa vụ giải tán chính phủ khi chính phủ không chịu từ chức hoặc không đề nghị giải tán Hạ viện. Cuộc khủng hoảng này là một trong những sự kiện gây tranh cãi nhất trong lịch sử chính trị Úc.

## Vai trò nghi lễ
Toàn quyền có vai trò đại diện và nghi lễ. Toàn quyền thường là người bảo trợ cho các tổ chức từ thiện, tặng thưởng danh hiệu, giải thưởng, tiếp đón khách mời, bao gồm đại sứ của Úc và đại sứ của nước ngoài và đi công tác trên cả nước. William Deane mô tả một trong những nhiệm vụ của toàn quyền là "Người chủ trì tang lễ" tại các tang lễ lớn. Trong Bình luận về Hiến pháp Khối thịnh vượng chung Úc, Robert Garran viết rằng toàn quyền là hình ảnh, hiện thân của sự đoàn kết quốc gia và thay mặt Úc trong Đế quốc Anh.

### Ngoại giao

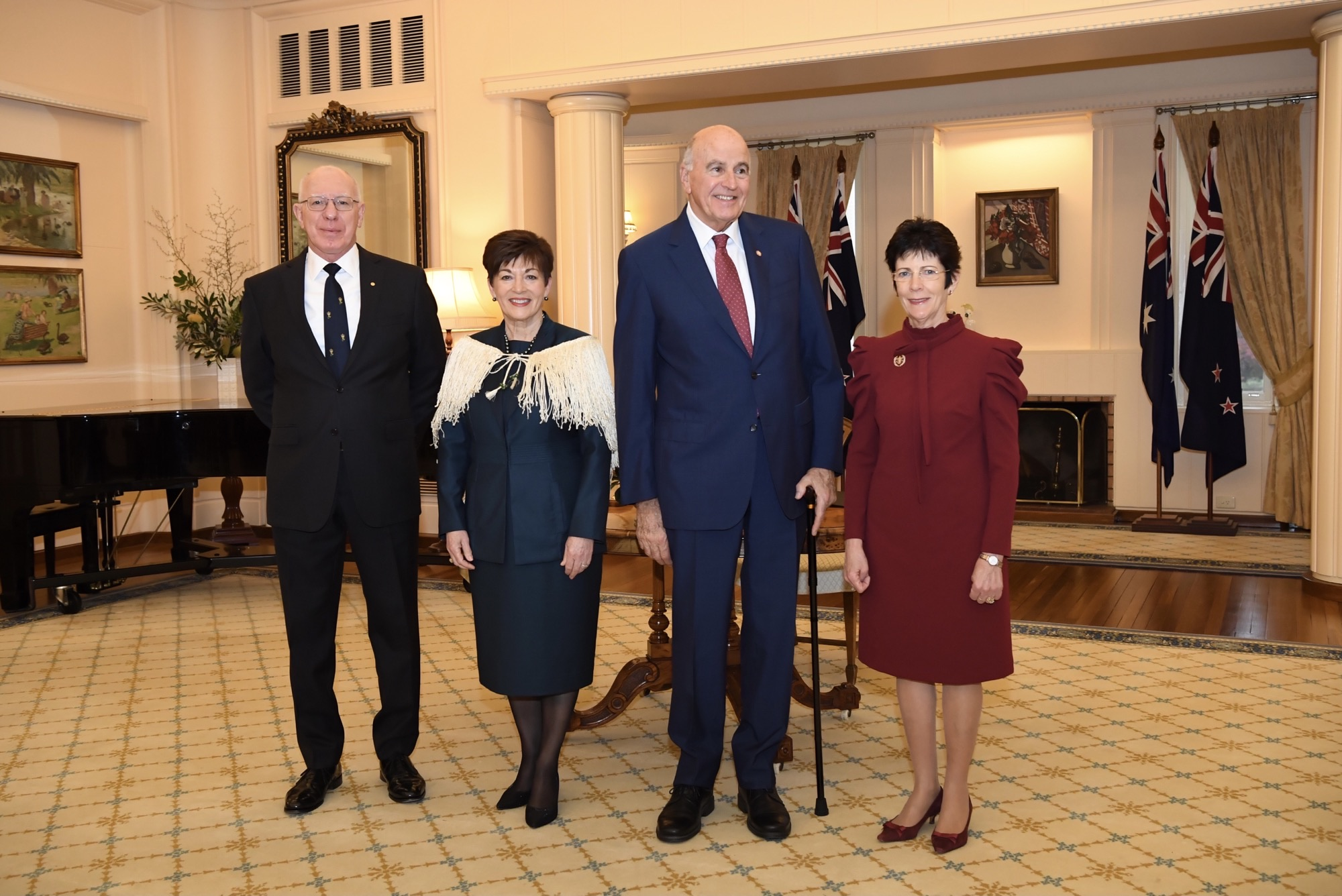
Toàn quyền David Hurley (bìa trái) và vợ Linda Hurley với Toàn quyền New Zealand Patsy Reddy (bìa phải) và chồng David Gascoigne vào năm 2021

Toàn quyền thay mặt Úc thực hiện chuyến thăm cấp nhà nước. Quyền thực hiện chuyến thăm cấp nhà nước của toàn quyền được xác nhận tại Hội nghị Đế quốc năm 1926 vì quân chủ chỉ được thay mặt Anh thực hiện chuyến thăm cấp nhà nước. Tuy nhiên, mãi đến năm 1971 mới có một toàn quyền thực hiện chuyến thăm cấp nhà nước, khi Paul Hasluck đến thăm New Zealand. John Kerr thực hiện các chuyến thăm cấp nhà nước tới tám nước, nhưng Zelman Cowen chỉ thực hiện một chuyến thăm cấp nhà nước tới Papua New Guinea nhằm tập trung vào việc đi lại trong nước. Tất cả các toàn quyền sau này đều thực hiện nhiều chuyến thăm cấp nhà nước. Thỉnh thoảng các toàn quyền thực hiện các chuyến công du kéo dài đến thăm nhiều quốc gia. Ví dụ: vào năm 2009, Quentin Bryce thực hiện chuyến công du kéo dài 19 ngày đến thăm chín nước châu Phi.
Toàn quyền quyết định cử, triệu hồi đại sứ của Úc và tiếp nhận quốc thư của người đứng đầu cơ quan đại diện ngoại giao của nước ngoài tại các buổi lễ trình quốc thư ở Canberra. Trước năm 1987, quân chủ quyết định cử đại sứ và cao ủy.

### Quân sự

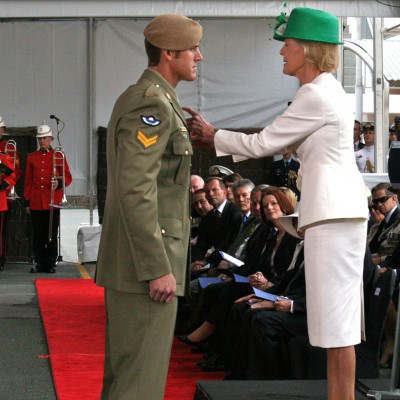
Toàn quyền Quentin Bryce tặng thưởng Huân chương Chữ thập Victoria cho Hạ sĩ Ben Roberts-Smith, năm 2011

Quân hàm của toàn quyền

Toàn quyền thay mặt quân chủ thực hiện quyền tổng tư lệnh Lực lượng Quốc phòng Úc. Chưa có sự đồng thuận về việc quyền tổng tư lệnh của toàn quyền chỉ tồn tại trên danh nghĩa hay là một thực quyền có thể được sử dụng hoặc từ chối sử dụng trong trường hợp quân đội được sử dụng để can thiệp vào chính trị trong nước. Nguyên toàn quyền Ninian Stephen cho rằng toàn quyền chỉ thực hiện quyền tổng tư lệnh trong phạm vi đề nghị trực tiếp từ bộ trưởng có liên quan nếu không yêu cầu phải có đề nghị của Hội đồng hành chính liên bang. Ngoài ra, Luật Lực lượng Quốc phòng năm 1903 quy định toàn quyền có quyền bổ nhiệm tư lệnh Lực lượng Quốc phòng, ra lệnh Lực lượng Quốc phòng và tuyên bố tình trạng chiến tranh theo đề nghị của chính phủ. Ngoài ra, toàn quyền thay mặt quân chủ bổ nhiệm sĩ quan.
Trong lịch sử, quân chủ quyết định tuyên chiến và nghị hòa theo đề nghị của chính phủ Anh với tư cách là người đứng đầu Đế quốc Anh. Năm 1939, Robert Menzies cho rằng tuyên bố chiến tranh của Anh trong Chiến tranh thế giới thứ hai tự động áp dụng cho Úc. Tuy nhiên, vào năm 1941, chính phủ Curtin thay đổi quan điểm và đề nghị toàn quyền tuyên chiến với phe Trục. Vì vẫn chưa rõ liệu toàn quyền có quyền tuyên chiến hay không nên chính phủ cũng đề nghị Quốc vương George VI chuyển giao quyền tuyên chiến cho toàn quyền và thay mặt Úc tuyên bố tình trạng chiến tranh. Không có tuyên bố chiến tranh nào kể từ Chiến tranh thế giới thứ hai, nhưng đã có tuyên bố thực hiện quân dịch trong những cuộc xung đột khác.
Năm 1970, Toàn quyền Paul Hasluck từ chối đề nghị cho phép Trung đoàn Quần đảo Thái Bình Dương triển khai phái bộ gìn giữ hòa bình tại Lãnh thổ Papua và New Guinea của Thủ tướng John Gorton vì Gorton chưa tham khảo ý kiến của nội các. Gorton trình vấn đề trước nội các và nội các nhất trí rằng chỉ được triển khai quân đội nếu người đứng đầu Lãnh thổ Papua và New Guinea yêu cầu; tuy nhiên, không có yêu cầu nào khi Gorton đề nghị Hasluck. Bộ trưởng Bộ Quốc phòng Malcolm Fraser phản đối đề nghị ra quân và thông báo cho Hasluck về việc Gorton không tham khảo ý kiến của nội các. Sự việc này dẫn đến việc Fraser từ chức và Gorton mất chức thủ tướng vào năm 1971.

## Vai trò cộng đồng
Toàn quyền thường được mời làm người bảo trợ cho nhiều tổ chức từ thiện, thiện nguyện. Theo truyền thống, toàn quyền giữ chức vụ hướng đạo trưởng Hướng đạo Úc. Bill Hayden từ chối giữ chức vụ vì theo chủ nghĩa vô thần không phù hợp với Lời hứa Hướng đạo.

## Quan hệ với quân chủ

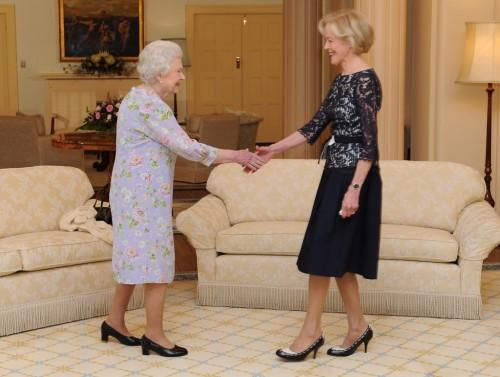
Toàn quyền Quentin Bryce (phải) và Nữ vương Elizabeth II (trái), năm 2011

Toàn quyền là đại diện của quân chủ và thực hiện những quyền hạn do quân chủ giao phó theo quy định của Hiến pháp Úc. Trong Hiến pháp Thịnh vượng chung Úc chú thích xuất bản năm 1901, John Quick và Robert Garran lưu ý rằng toàn quyền Úc khác với những toàn quyền khác của Đế quốc Anh ở chỗ là những quyền hạn, nhiệm vụ chính của toàn quyền được quy định tại Hiến pháp Úc chứ không phải do quân chủ quyết định. Thẩm phán cấp cao Tòa án tối cao Tasmania Andrew Inglis Clark và Harrison Moore, người tham gia soạn thảo dự thảo đầu tiên của hiến pháp trình lên Hội nghị Adelaide năm 1897, đồng ý với quan điểm này và cho rằng các chế cáo, huấn lệnh về chức vụ toàn quyền của Nữ vương Victoria là không cần thiết hoặc thậm chí không hợp pháp.

## Đặc quyền

### Nơi ở chính thức

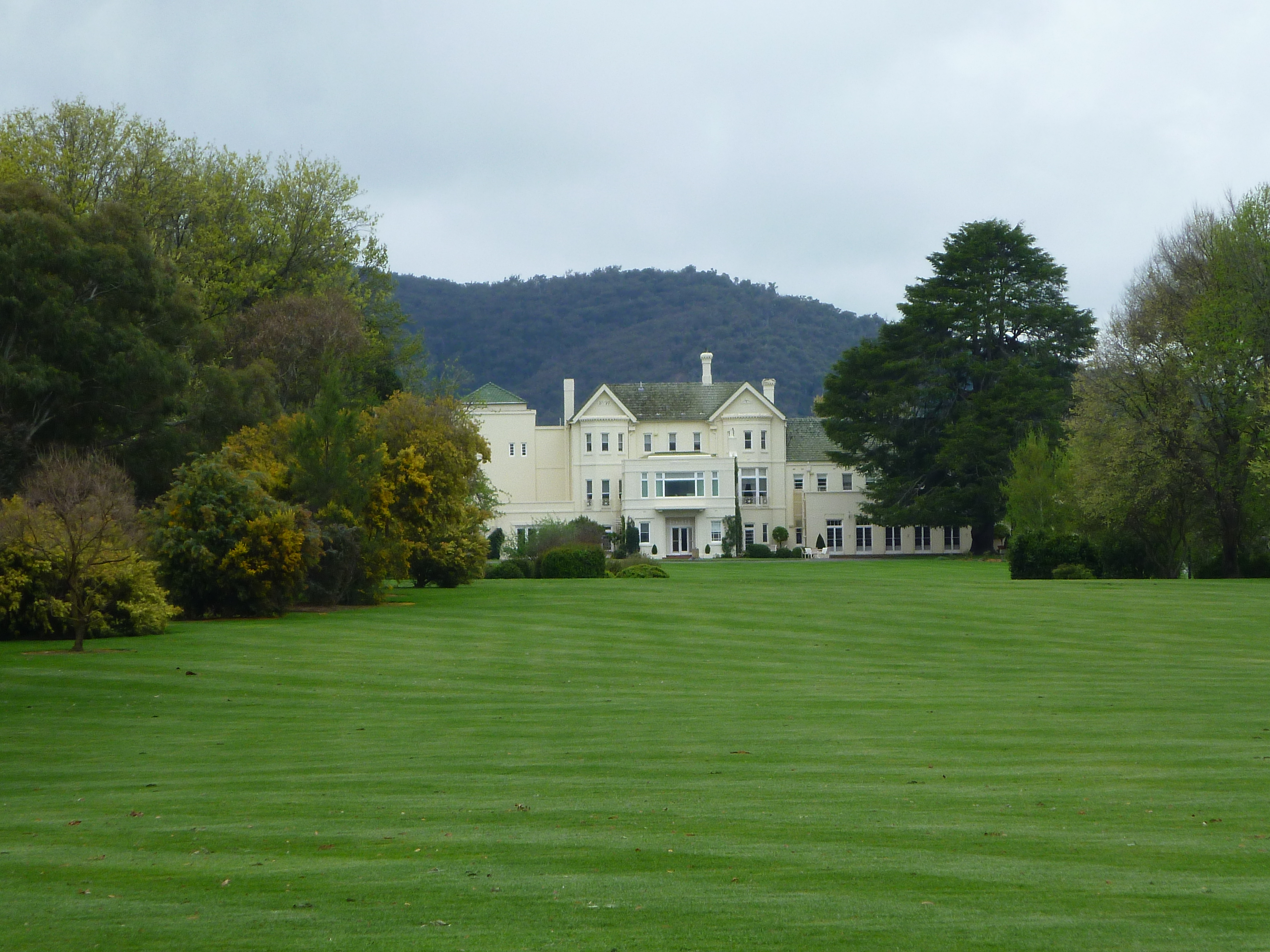
Phủ Toàn quyền ở Canberra

Phủ Toàn quyền ở Canberra và Phủ Đô đốc ở Sydney là nơi ở chính thức của toàn quyền.

### Di chuyển
Toàn quyền dùng xe limousine Rolls-Royce Phantom VI cho mục đích nghi lễ và xe BMW 7 Series bọc thép cho mục đích công vụ. Hai chiếc xe này treo cờ toàn quyền và gắn Vương miện Tudor thay cho biển số xe. Ban đầu, có hai chiếc Phantom được mua vào thập niên 1970 để phục vụ đi lại của quân chủ. Một chiếc xe từng chở Nữ vương Elizabeth II và sau đó bị ném trứng khi chở John Kerr sau cuộc khủng hoảng hiến pháp năm 1975. Năm 1995, chiếc xe được bán vào cho một bác sĩ ở Sydney. Chiếc xe được đưa vào cuộc đua xe hơi Bắc Kinh đến Paris vào năm 1997 và về thứ tư với biệt danh là "Lizzie's Taxi". Hiện tại, chiếc xe thuộc sở hữu của Lindsay Fox và thường được trưng bày tại Queens Warehouse, Melbourne.

### Lương bổng
Mức lương của toàn quyền ban đầu do Hiến pháp Úc quy định là 10.000 bảng Úc mỗi năm cho đến khi Quốc hội quyết định khác. Hiến pháp cũng quy định mức lương của toàn quyền không thể thay đổi trong thời gian giữ chức vụ. Lương của toàn quyền hiện được quy định theo Luật Toàn quyền năm 1974. Mỗi khi có toàn quyền mới, đạo luật được sửa đổi để tăng mức lương cao hơn một chút so với mức lương trung bình của chánh án Tòa án tối cao trong năm năm tới. Từ năm 1995, mức lương của toàn quyền được điều chỉnh nếu toàn quyền hiện đang hưởng bất kỳ mức lương hưu nào, dẫn đến việc tăng lương của Sam Mostyn từ 495.000 đô la Úc lên 709.017 đô la Úc, cao hơn đáng kể so với những toàn quyền khác vì bà không hưởng mức lương hưu quân đội.
Mức lương hưu của toàn quyền bằng 60% mức lương của chánh án khi toàn quyền hết nhiệm kỳ. Từ năm 2001, toàn quyền đóng thuế thu nhập sau khi Elizabeth II đồng ý đóng thuế.

### Lễ phục

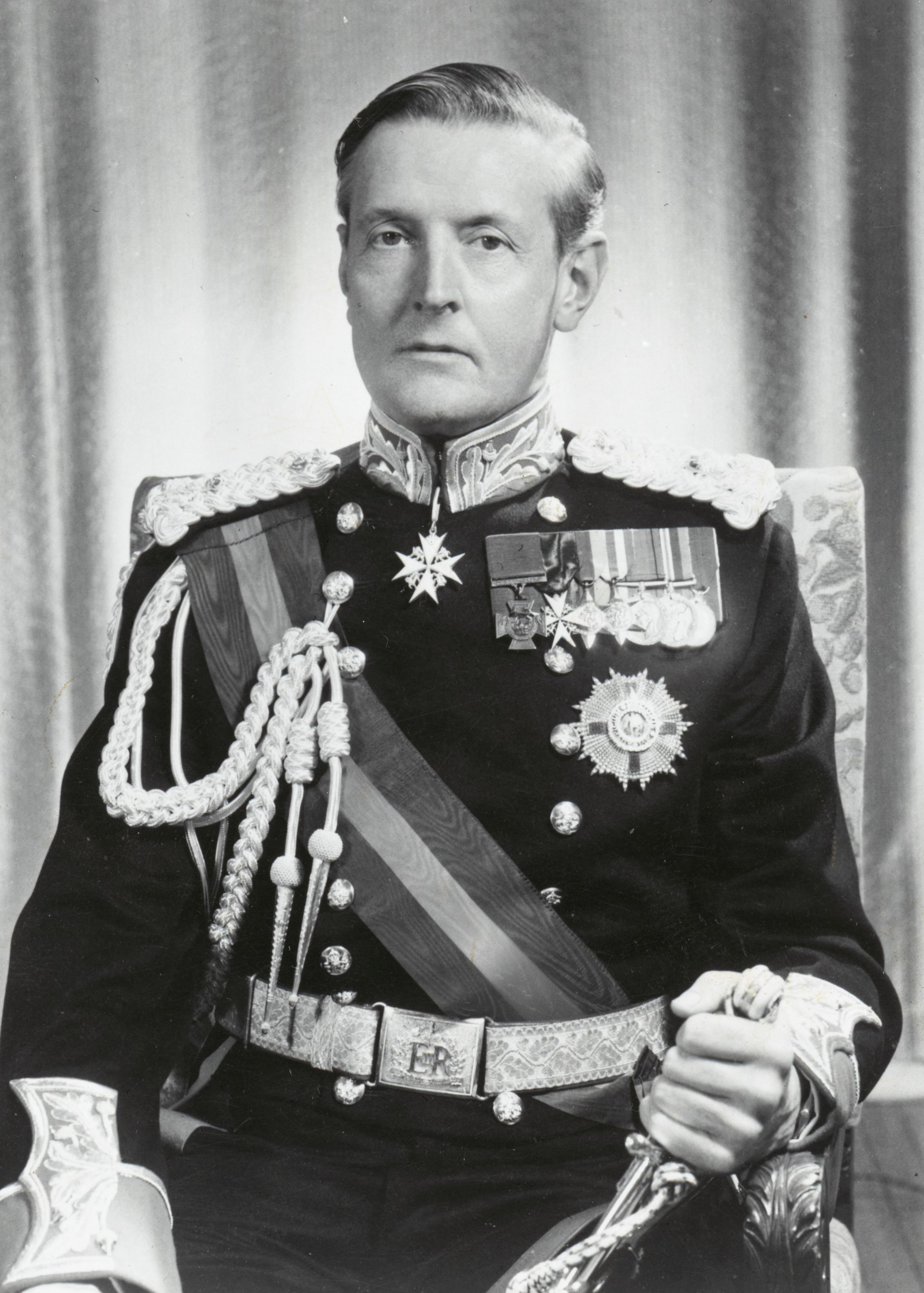
William Sidney, Tử tước De L'Isle thứ nhất, toàn quyền thứ 15 của Úc (1961–65), mặc lễ phục

Trước thập niên 1970, lễ phục của toàn quyền gồm áo khoác len xanh nước biển sẫm hai hàng khuy thêu lá sồi bạc và cây dương xỉ trên cổ áo và tay áo được viền bằng các nút bạc có in nổi vương gia huy và cầu vai viền vàng, quần xanh nước biển sẫm với dải bện lá sồi bạc rộng chạy dọc theo đường may bên ngoài, thắt lưng kiếm bạc có gắn thanh kiếm nghi lễ, mũ ba góc hai sừng có gắn lông đà điểu và giày bốt Wellington bằng da bóng màu đen có cựa, được dùng trong các dịp nghi lễ. Ngoài ra còn có phiên bản nhiệt đới bằng len nhiệt đới trắng cắt theo kiểu quân đội điển hình, đội cùng mũ sắt có gắn lông vũ. Tuy nhiên, lễ phục không còn được dùng kể từ nhiệm kỳ của Paul Hasluck. Hiện tại, toàn quyền thường ngày mặc com lê. Thống đốc Tasmania Stanley Burbury vận động chính phủ cho phép mặc lễ phục, thậm chí còn xin John Kerr liên lạc trực tiếp với quân chủ.

### Danh hiệu
Toàn quyền được dùng danh hiệu His/Her Excellency the Honourable và phối ngẫu của toàn quyền được dùng danh hiệu His/Her Excellency. Từ năm 2013, nguyên toàn quyền được dùng danh hiệu the Honourable suốt đời.

## Lịch sử

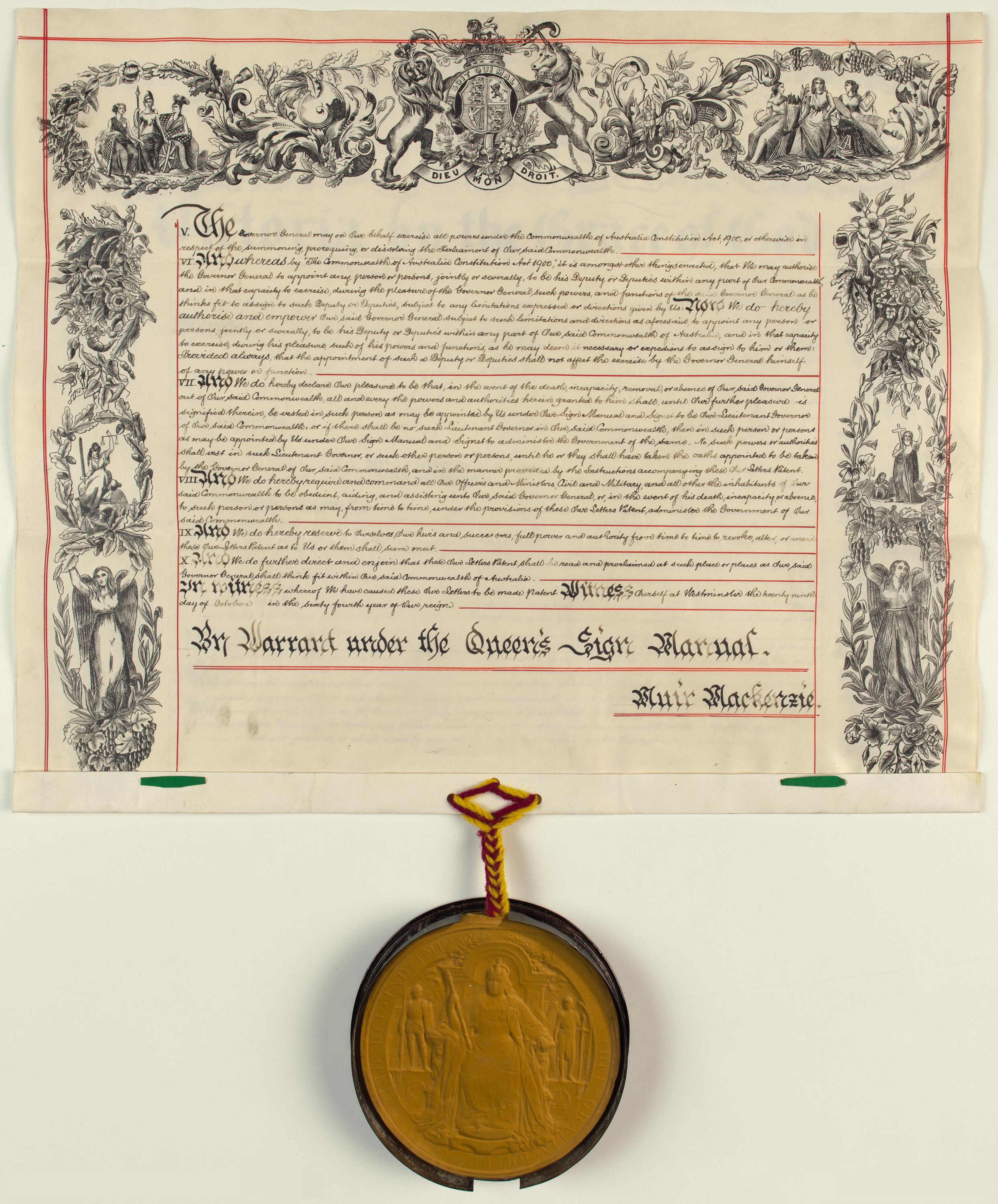
Chế cáo thiết lập chức vụ toàn quyền Úc do Nữ vương Victoria ban hành vào năm 1900

Những toàn quyền đầu tiên đều là người Anh và được quân chủ bổ nhiệm theo đề nghị của Bộ Thuộc địa, chính phủ Úc chỉ được hỏi chiếu lệ về việc chấp thuận toàn quyền. Toàn quyền thực hiện vai trò giám sát chính phủ Úc giống như một thống đốc thuộc địa với tư cách là đại diện của chính phủ Anh. Toàn quyền có quyền bảo lưu luật của Quốc hội Úc cho Bộ Thuộc địa xem xét trước khi ngự phê và đã thực hiện quyền hạn này nhiều lần. Theo đề nghị của chính phủ Anh, quân chủ có quyền hủy bỏ luật của Quốc hội Úc chậm nhất là một năm kể từ ngày toàn quyền ngự phệ, nhưng quyền hạn này chưa bao giờ được sử dụng. Những quyền hạn này vẫn tồn tại trong Hiến pháp Úc, nhưng được coi là đã hết hiệu lực.
Những toàn quyền đầu tiên thường xuyên tham khảo ý kiến của các thẩm phán Tòa án cấp cao Úc Samuel Griffith và Edmund Barton về việc thực hiện quyền hạn.
Năm 1919, Thủ tướng Billy Hughes gửi một kiến nghị tới Bộ Thuộc địa yêu cầu được tham gia lựa chọn toàn quyền một cách thực chất và đề xuất các lãnh thổ tự trị được đề cử ứng cử viên và tiêu chí lựa chọn không loại trừ công dân của chính lãnh thổ tự trị. Kiến nghị bị Bộ trưởng Bộ Thuộc địa Alfred Milner bác bỏ. Năm 1920, khi Toàn quyền Ronald Munro Ferguson sắp hết nhiệm kỳ, Hughes gửi điện tín đến Bộ Thuộc địa yêu cầu việc bổ nhiệm toàn quyền mới theo đúng kiến nghị của ông. Nhằm xoa dịu Hughes, Milner đưa ra ba ứng cử viên. Sau khi tham khảo ý kiến nội các, Hughes chọn Henry Forster, Nam tước Forster thứ nhất. Năm 1925, John Baird, Tử tước Stonehaven thứ nhất được bổ nhiệm làm toàn quyền theo trình tự tương tự, với chính phủ Úc tuyên bố rằng đã lựa chọn ông trong danh sách đề cử được trình lên chính phủ.
Sau cuộc bầu cử liên bang năm 1931, các chính phủ tiếp tục đề cử người Anh làm toàn quyền. Năm 1947, William McKell được bổ nhiệm làm toàn quyền người Úc thứ hai, lúc đó đang giữ chức thủ hiến New South Wales. Lãnh đạo phe đối lập Robert Menzies chỉ trích việc bổ nhiệm McKell là "gây sốc và nhục nhã".
Năm 1965, Richard Casey trở thành toàn quyền người Úc đầu tiên được bổ nhiệm; kể từ đó, các toàn quyền đều là công dân Úc. Năm 2007, có đề xuất rằng Thân vương William được bổ nhiệm làm toàn quyền nhưng bị cả Thủ tướng John Howard và William bác bỏ. Năm 2020, Thư từ Cung điện được công bố, tiết lộ rằng chính phủ Fraser muốn bổ nhiệm Thân vương Charles làm toàn quyền vào năm 1976, nhưng bị Nữ vương Elizabeth II phản đối vì Charles chưa có cuộc sống hôn nhân ổn định.

### Xuất thân của toàn quyền
Các toàn quyền cho đến năm 1965 đều là người Anh, ngoại trừ Isaac Isaacs và William McKell là người Úc. Đã có sáu nam tước, ba tử tước, hai bá tước và một vương tử Anh giữ chức toàn quyền. Kể từ năm 1965, các toàn quyền đều là công dân Úc, mặc dù Ninian Stephen sinh ra ở Anh. Vương tử Henry, Công tước xứ Gloucester, là thành viên cấp cao của vương thất Anh. Quentin Bryce là nữ toàn quyền đầu tiên. Isaac Isaacs và Zelman Cowen là người Do Thái; Bill Hayden theo chủ nghĩa vô thần trong thời gian giữ chức vụ và từ chối tuyên thệ với Chúa khi nhậm chức.